# Els passos dobles
Els passos dobles (títol original: Los pasos dobles) és el cinquè llargmetratge dirigit per Isaki Lacuesta. Fou estrenada el 23 de setembre de 2011 i resultà guanyadora de la Conquilla d'Or a la millor pel·lícula del Festival Internacional de Cinema de Sant Sebastià del mateix any.
Es tracta d'una ficció d'aventures en to documental sobre el viatge experimental d'una expedició a les terres del desert de l'Àfrica, amb el pintor Miquel Barceló al capdavant, amb la idea de trobar un particular "tresor" enterrat (unes pintures ubicades en un refugi militar) segons la biografia novel·lada –real o no– de l'artista francès Augierás. Los pasos dobles segueix l'estructura d'un joc semblant a una gimcana: una sèrie de pistes sobre el terreny porten a la consecució del premi, un baobab en forma d'esquelet, un amulet de bronze, un peix de pedra, objectes que poden conduir a la galeria pictòrica que resideix sota de les sorres del desert.

## Argument
Un presumpte artista francès desconegut del segle xix, François Augiéras, va deixar un interessant llegat pictòric en un búnquer militar al desert de l'Àfrica que, segons la llegenda, quedà sepultat sota la sorra. Cent anys després, el pintor Miquel Barceló s'embarca en una aventura per terres africanes rere la pista de l'obra perduda d'Augiéras en una increïble experiència vital que el porta a connectar amb la senzillesa i l'hospitalitat de les tribus autòctones de la zona.

## Repartiment
- Bokar Dembele alias Bouba
- Miquel Barceló
- Alou Cissé alias Zol
- Hamadoun Kassogue
- Amon Pegnere Dolo
- Amassagou Dolo

## Premis i nominacions

### Premis
- 2011. Conquilla d'Or a la millor pel·lícula al Festival Internacional de cinema de Sant Sebastià per Isaki Lacuesta

### Nominacions
- 2012. Gaudí a la millor pel·lícula en llengua no catalana

## Crítica
- Una estupidesa amb anhels pintorescos, un guió improvisat en el qual té cabuda qualsevol disbarat amb pedigrí ètnic, una falsària recerca de la puresa[4]
- Una pel·lícula que mai no ens sembla el que aparenta (a estones francesa, en altres semblaria rodada per un nadiu d'Àfrica Central), que acaba construint un discurs exemplar, rabiosament personal[5]